# طولانی‌ترین فاصله (فیلم ۱۹۷۴)
طولانی‌ترین فاصله  یا طولانی‌ترین یارد (انگلیسی: The Longest Yard) فیلمی در ژانر کمدی-درام به کارگردانی رابرت آلدریچ است که در سال ۱۹۷۴ منتشر شد. این فیلم در سال ۱۹۷۴ میلادی با فروش ۴۳٬۰۰۸٬۰۷۵ دلار نهمین فیلم پرفروش در آمریکا شد.

## بازیگران
- برت رینولدز
- اد لاوتر
- ادی آلبرت
- برنادت پیترز
- ریچارد کیل
- مایکل کنراد
- مایک هنری
- جیم نیکلسون
- لنس فولر
- مایکل فاکس
- سونی شرویر